# Liste der denkmalgeschützten Objekte in Halže
Grundlage dieser Liste der denkmalgeschützten Objekte in Halže ist die ÚSKP-Liste (Ústřední seznam kulturních památek České republiky, deutsch Zentrale Liste der Kulturdenkmäler der Tschechischen Republik), die von der tschechischen Denkmalschutzbehörde NPÚ (Národní památkový ústav, deutsch Nationale Denkmalbehörde) seit 1987 geführt wird und an die seit dem Jahr 1850 geschaffenen Listen anschließt.

## Denkmalgeschützte Objekte nach Ortsteilen

### Halže
| Lage                                       | Objekt                         | Beschreibung                   | ÚSKP-Nr.                  | Bild           |
| ------------------------------------------ | ------------------------------ | ------------------------------ | ------------------------- | -------------- |
| Ortsmitte (Standort)                       | Kirche hl. Johannes und Paulus | Kirche hl. Johannes und Paulus | 14650/4-1740 Info Katalog | weitere Bilder |
| im südlichen Teil der Ortschaft (Standort) | Kapelle hl. Johannes Nepomuk   | Kapelle hl. Johannes Nepomuk   | 10212/4-4948 Info Katalog | BW             |

### Svobodka
| Lage                | Objekt                      | Beschreibung                | ÚSKP-Nr.                  | Bild |
| ------------------- | --------------------------- | --------------------------- | ------------------------- | ---- |
| Svobodka (Standort) | Statue hl. Johannes Nepomuk | Statue hl. Johannes Nepomuk | 44349/4-4723 Info Katalog | BW   |